# Хаїм Друкман
Рав Хаїм Меїр Друкман (івр. ‬חיים מאיר דרוקמן; нар. 15 листопада 1932, Кути, Галичина — пом. 25 грудня 2022, Єрусалим) — ізраїльський рабин та політичний діяч. Голова єшиви «Ор Еціон» та голова мережі єшив «Бней Аківа».

## Життєпис
Народився в карпатському містечку Кути в 1932 році. 1944 емігрував до Палестини, після того як врятувався від Голокосту. Служив у Зброїних силах Ізраїлю в Нахалі. 1952 року став членом національного руху «Бней Аківа», а з 1955 по 1956 роки був емісаром організації в США.
В 1964 році заснував і очолив єшиву «Ор Еціон». У 1977 створив релігійно-військову єшиву «Хесед», що була найбільшим у країні. Брав активну участь в заснуванні релігійно-політичного руху «Гуш емунім».

### Політична кар'єра
Друкман вперше обраний до Кнесету на виборах у 1977 році в списку «Мафдалю». Переобирався в 1981 та був призначений заступником Міністра у справах релігій Ізраїлю.
На виборах 1984 року заснував разом з Авраамом Вердіґером партію «Мораша». Партія тоді отримала два місця в парламенті, які посіли засновники «Мораші». Під час того як партія була в парламенті, ані Друкман, ані Вердіґер, не обіймали жодної посади в уряді. 29 липня 1986 Друкман покинув «Морашу» та повернувся до «Мафдалю».

### Державна служба
В 1990 Друкман обраний керівником новоствореного органу Державного навернення, що займається справами людей, які хочуть повернутись до юдаїзму. Незважаючи на деякі суперечки, в 2008 році він залишив свій пост,  на якому пробув більше ніж 25 років.

### Нагороди
В 2012 отримав Премію Ізраїлю.